# Vozera Nesjtjarda
Vozera Nesjtjarda (vitryska: Возера Нешчарда) är en sjö i Belarus.   Den ligger i voblasten Vitsebsks voblast, i den norra delen av landet, 240 km norr om huvudstaden Minsk. Vozera Nesjtjarda ligger 143 meter över havet. Arean är 25,8 kvadratkilometer. Den sträcker sig 11,9 kilometer i nord-sydlig riktning, och 6,2 kilometer i öst-västlig riktning.
Omgivningarna runt Vozera Nesjtjarda är en mosaik av jordbruksmark och naturlig växtlighet. Runt Vozera Nesjtjarda är det mycket glesbefolkat, med 7 invånare per kvadratkilometer.